# Cize (Jura)
Cize – miejscowość i gmina we Francji, w regionie Burgundia-Franche-Comté, w departamencie Jura.
Według danych na rok 1990 gminę zamieszkiwało 958 osób, a gęstość zaludnienia wynosiła 229 osób/km² (wśród 1786 gmin Franche-Comté Cize plasuje się na 172. miejscu pod względem liczby ludności, natomiast pod względem powierzchni na miejscu 869.).